# Строительное образование
Строи́тельное образова́ние — профессиональное образование в строительной отрасли, включает начальное, среднее и высшее профессиональное образование.

## История
В Древней Руси профессиональные строительные навыки передавались при непосредственной работе ученика, подмастерья в составе артели. Распространению умений способствовало то, что строительство зданий по природе своей было коллективным. Первыми профессиональными руководителями строек были десятники, производители работ, архитекторы. С появлением сначала эмпирических, а затем научно обоснованных методов расчёта, конструирования и строительства стали возникать профессиональные учебные заведения.
Для низшего и среднего звена управления в России организовывались школы десятников по строительному делу, а также курсы по подготовке техников-строителей. Во Франции первое строительное училище было основано в 1740 году архитектором Блонделем.
Одним из первых высших учебных заведений в области строительства и инженерного дела вообще был Петербургский государственный университет путей сообщения, основанный в 1809 году. Он готовил специалистов по проектированию, строительству и эксплуатации дорожных, а также гидротехнических сооружений.
Санкт-Петербургский государственный архитектурно-строительный университет был основан в 1832 году под названием «Училище гражданских инженеров» и является старейшим в России среди специализированных вузов строительного профиля.
Крупнейшим среди строительных вузов России является Московский государственный строительный университет, основанный в 1921 году и подготовивший свыше 90 тысяч инженеров.
Международная ассоциация строительных вузов (АСВ) объединяет 142 вуза России и стран СНГ.
На протяжении многих лет основными уровнями квалификации специалистов в области строительства были техник-строитель (с трехлетним сроком обучения в средних специальных учебных заведениях) и инженер-строитель (с пятилетним сроком обучения в высших учебных заведениях). В связи с присоединением России к Болонскому процессу высшее строительное образование переходит на двухуровневую систему бакалавр-магистр с 4 и 6 годами обучения соответственно. При этом в учебных планах каждого цикла образования (см. ниже) выделяется базовая часть (обязательная для всех вузов), вариативная часть (устанавливаемая вузом) и дисциплины по выбору студента.

## Среднее образование
Новый перечень направлений подготовки предусмотрен Министерством образования и науки РФ для среднего образования.:
| Специальность (направление) | Квалификация |
| --- | ------------ |
| 07.02.01 Архитектура | Архитектор   |
| 08.02.01 Строительство и эксплуатация зданий и сооружений 08.02.02 Строительство и эксплуатация инженерных сооружений 08.02.03 Производство неметаллических строительных изделий и конструкций 08.02.04 Водоснабжение и водоотведение 08.02.05 Строительство и эксплуатация автомобильных дорог и аэродромов 08.02.06 Строительство и эксплуатация городских путей сообщения 08.02.07 Монтаж и эксплуатация внутренних сантехнических устройств, кондиционирования воздуха и вентиляции 08.02.08 Монтаж и эксплуатация оборудования и систем газоснабжения 08.02.09 Монтаж, наладка и эксплуатация электрооборудования промышленных и гражданских зданий 08.02.10 Строительство железных дорог, путь и путевое хозяйство 08.02.11 Управление, эксплуатация и обслуживание многоквартирного дома | Техник       |

Перечень может быть изменен при формировании Федеральных государственных образовательных стандартов.

## Высшее образование
Для студентов, принятых в вузы до введения новых государственных образовательных стандартов, действует перечень направлений подготовки, который включает для бакалавров специальности:
- 270100 Строительство (бакалавр техники и технологии)
- 270300 Архитектура (бакалавр архитектуры)
- 270400 Градостроительство (бакалавр градостроительства)

для магистров:
- 270100 Строительство (магистр техники и технологии)
- 270300 Архитектура (магистр архитектуры)
- 270400 Градостроительство (магистр градостроительства)

для дипломированных специалистов (инженеров):
- 270101 Механическое оборудование и технологические комплексы предприятий строительных материалов, изделий и конструкций
- 270102 Промышленное и гражданское строительство
- 270104 Гидротехническое строительство
- 270105 Городское строительство и хозяйство
- 270106 Производство строительных материалов, изделий и конструкций
- 270109 Теплогазоснабжение и вентиляция
- 270112 Водоснабжение и водоотведение
- 270113 Механизация и автоматизация строительства
- 270114 Проектирование зданий (инженер-архитектор)
- 270115 Экспертиза и управление недвижимостью
- 270201 Мосты и транспортные тоннели (инженер путей сообщения)
- 270204 Строительство железных дорог, путь и путевое хозяйство (инженер путей сообщения)
- 270205 Автомобильные дороги и аэродромы
- 270301 Архитектура (архитектор)
- 270302 Дизайн архитектурной среды (архитектор-дизайнер)
- 270303 Реставрация и реконструкция архитектурного наследия (архитектор-реставратор)

К родственным инженерным специальностям, которые могут быть получены в некоторых строительных вузах и на факультетах, относятся:
- 080502 Экономика и управление на предприятии (экономист-менеджер)
- 080507 Менеджмент организации (менеджер)
- 080801 Прикладная информатика (информатик в строительстве)
- 120301 Землеустройство
- 120302 Земельный кадастр
- 120303 Городской кадастр
- 130501 Проектирование, строительство и эксплуатация газонефтепроводов и газонефтехранилищ
- 130601 Морские нефтегазовые сооружения
- 190205 Подъемно-транспортные, строительные, дорожные машины и оборудование
- 230401 Прикладная математика (инженер-математик)
- 280103 Защита в чрезвычайных ситуациях
- 280202 Инженерная защита окружающей среды и др.

В 2010 году действует также перечень направлений подготовки, по которым проводятся вступительные испытания творческой направленности. В этот перечень входят:
- 270114 Проектирование зданий
- 270301 Архитектура
- 270302 Дизайн архитектурной среды
- 270303 Реставрация и реконструкция архитектурного наследия
- 270400 Градостроительство.

В соответствии с новым Перечнем направлений подготовки высшего профессионального образования для квалификации (степени) «бакалавр» предусмотрено два направления в области архитектуры и строительства:
- 270100 Архитектура
- 270800 Строительство,

а для квалификации (степени) магистр — три направления:
- 270100 Архитектура
- 270800 Строительство
- 271000 Градостроительство.

Впоследствии был утвержден перечень направлений, по которым в виде исключения присваивается степень «специалист», а не бакалавр или магистр. В него вошли:
- 271101 Строительство уникальных зданий и сооружений
- 271501 Строительство железных дорог, мостов и транспортных тоннелей
- 271502 Строительство, эксплуатация, восстановление и техническое прикрытие автомобильных дорог, мостов и тоннелей.

Приведённые перечни могут изменяться при формировании Федеральных государственных образовательных стандартов.
Выпускники строительных вузов в соответствии с образовательными программами могут вести проектно-конструкторскую, организационно-управленческую, инженерно-консультационную, производственно-технологическую и научно-исследовательскую деятельность. В учебных планах по строительному образованию выделяются гуманитарный (социально-экономический) цикл, математический и естественно-научный цикл, общепрофессиональный и специальный циклы дисциплин.
Например, к базовой части профессиональных дисциплин для обучения бакалавра техники и технологии в строительстве относят начертательную геометрию, инженерную графику, инженерную геодезию, инженерную геологию, материаловедение, сопротивление материалов, механику грунтов, электротехнику, безопасность жизнедеятельности, метрологию, архитектуру и др. К специальным дисциплинам в зависимости от профиля обучения могут быть отнесены железобетонные конструкции, металлические конструкции, основания и фундаменты, технология строительного производства, организация строительства, правовые и экономические дисциплины и т. д.
Следует отметить, что в Российской Федерации отсутствие профильного высшего или среднего специального образования не является формальным препятствием для занятия должности специалиста или руководящей должности в строительстве (в отличие от врача, юриста и некоторых других профессий). В то же время наличие профильного образования у специалистов проектно-изыскательских и строительных организаций является важным условием для получения последними допуска к работам, влияющим на безопасность объектов строительства.
По специальности 270114 (2914) «Проектирование зданий» присваивается квалификация «инженер-архитектор». Специальность, объединяющая и инженера, и архитектора появилась еще до середины XX в. Подготовка таких специалистов традиционно велась в проектных мастерских как «чистыми» архитекторами, так и инженерами, руководителями строительных организаций.